# Microcebus manitatra
Microcebus manitatra és una espècie de primat de la família dels quirogalèids. És endèmic del sud-est de Madagascar. Té una llargada total de 27–28 cm i la cua de 15 cm. Probablement es tracta d'un animal nocturn. El seu nom específic, manitatra, significa 'creixement de la distribució' en malgaix. Com que fou descoberta fa poc, l'estat de conservació d'aquesta espècie encara no ha estat avaluat formalment.